# En kärleks tragedi
En kärleks tragedi (franska: Le roman de Werther) är en fransk romantisk dramafilm från 1938 i regi av Max Ophüls. Filmen är baserad på Johann Wolfgang von Goethes roman Den unge Werthers lidanden från 1774. I huvudrollerna ses Pierre Richard-Willm, Annie Vernay och Jean Galland. 

## Handling
Den unge tjänstemannen Werther, verkar ha ödet på sin sida när han i 1770-talets Walheim, möter och uppvaktar den vackra Charlotte. Men när Werther friar berättar Charlotte motvilligt att hon redan blivit bortlovad till en annan. Werther och Charlotte bestämmer sig för att hålla sin kärlek hemlig, men lider båda två av kval. Kommer de klara av att hålla sina känslor hemliga?

## Rollista i urval
- Pierre Richard-Willm - Werther
- Annie Vernay - Charlotte
- Jean Galland - Albert Hochstätter
- Jean Périer - rättens ordförande
- Henri Guisol - Scherz, notarien
- Roger Legris - Franz, Werthers tjänare
- Georges Vitray - fogden
- Jean Buquet - Gustave, Charlottes bror
- Philippe Richard - storhertigen
- Léonce Corne - hovmästaren
- Denise Kerny - uppasserska
- Edmond Beauchamp - mördaren
- Joseph Nossent - kusken
- Paulette Pax - tant Emma
- Maurice Schutz - pedellen
- Léon Larive - krogvärden
- Génia Vaury - den prostituerade
- Georges Bever - kammarherren
- Paul Dessau - klavecinspelaren